# ليونيداس (لاعب كرة قدم)
ليونيداس (بالبرتغالية: Leonidas Soares Damasceno‏) هو لاعب كرة قدم برازيلي في مركز الوسط، ولد في 17 أكتوبر 1995 في بيلوتاس في البرازيل. لعب مع أولمبيك دونيتسك.

## وصلات خارجية
- ليونيداس (لاعب كرة قدم) على موقع قاعدة بيانات كرة القدم.إي يو (الإنجليزية)
- ليونيداس (لاعب كرة قدم) على موقع Soccerway.com (الإنجليزية)